# Mojca Kunšek
Mojca Kunšek, slovenska ekonomistka in menedžerka, * 11. maj 1966, Trbovlje.
Po izobrazbi je magistrica ekonomskih znanosti.
Deluje kot direktorica Agencije Republike Slovenije za javnopravne evidence in storitve (AJPES) z mandatom 2013–2018 in 2018–2023. Leta 2018 je bila imenovana v upravni odbor European Business Register (EBR), s sedežem v Bruslju.
Leta 2014 je prejela nagrado artemida, ki ji jo je podelilo Združenje Manager in Planet GV za prispevek k trajnemu razvoju ženskega managementa.